# Shūichi Yoshida
Cet article concerne l'écrivain. Pour le handballeur, voir Shuichi Yoshida (handball). Pour les articles homonymes, voir Yoshida.
Œuvres principales
Park Life (2002)
Shūichi Yoshida (吉田修一, Yoshida Shūichi), né le 14 septembre 1968 à Nagasaki, est un écrivain japonais.

## Biographie
Shūichi Yoshida suit des études de gestion à l'Université Hōsei puis se lance dans l'écriture. En 1997 son premier roman, Saigo no musuko (Le Dernier Fils) est récompensé par le prix Bungakkai. Il remporte le prix Akutagawa en 2002 pour son court roman Park Life. Il a également publié des romans policiers.  

### En japonais
- Saigo no musuko (1999)
- Parade (2002)
- Park Life (2002)
- Nichiyōbitachi (2002)
- Tōkyōwankei (2002)
- Shichigatsu nijūyokka dōri (2004)
- Haru, bānīzu de (2004)
- Akunin (2007)
- Shizuka na bakudan (2008)
- Sayonara keikoku (Shinchosha Publishing Co, 2008)
- Yokomichi Yonosuke (Mainichi Shinbunsha, 2009)
- Heisei saru kani kassenzu (2011)
- Taiyō wa ugokanai (Gentōsha, 2012)

### Œuvres traduites en français
- Park life, Philippe Picquier, 2007  (ISBN 2877309622)et Picquier poche 2010  (ISBN 2809701474)
- Parade, Philippe Picquier, 2010  (ISBN 2809701504) et Picquier poche 2011  (ISBN 2809703051)
- Le Mauvais, Philippe Picquier, 2011  (ISBN 2809702977) et Picquier poche 2014  (ISBN 2809709998)

## Adaptations
- Haru, bānīzu de a été adapté à la télévision japonaise en 2006 par Jun Ichikawa sous la même titre avec Chiaki Kuriyama et Mitsuko Baishō.
- Shichigatsu nijūyokka dōri a été adapté au cinéma sous le titre 7 gatsu 24 ka dôri no Kurisumasu (Christmas on July 24th Avenue pour la version internationale) en 2006 par Shōsuke Murakami avec Miki Nakatani et Takao Osawa.
- Parēdo (Parade) a été adapté au cinéma en 2009 par Isao Yukisada avec Tatsuya Fujiwara, Kanjiya Shihori et Kento Hayashi .
- Onnatachi wa nido asobu (histoire écrite par Shūichi Yoshida publiée dans le magazine Yasengshidae) a été adapté à la télévision en 2010 en cinq parties sous le même titre.
- Akunin a été adapté en 2010 au cinéma par Lee Sang-il avec Eri Fukatsu et Satoshi Tsumabuki. Shūichi Yoshida a participé à l'écriture du scénario. Le film a été commercialisé hors du Japon sous le titre Villain.
- Yokomichi Yonosuke a été adapté au cinéma sous le même titre (A Story of Yonosuke pour la version internationale) en 2013 par Shūichi Okita avec Kengo Kōra et Yuriko Yoshitaka.
- Sayonara keikoku a été adapté au cinéma en 2013 par Tatsushi Ōmori avec Yōko Maki et Anne Suzuki. Le film obtient le Prix spécial du jury au Festival international du film de Moscou 2013[1]. Titre international : The Ravine of Goodbye.
- Heisei saru kani kassenzu est adapté à la télévision en mini série en 2014 par Isao Yukisada. La saison 1 comprend six épisodes.